# 莫里约
莫里约（法語：Morieux，法語發音：[mɔʁjø]）是法国阿摩尔滨海省的一个旧市镇，位于该省东北部，属于圣布里厄区。2019年1月1日，莫里厄和相邻的朗巴勒和普朗格努阿勒合并为新市镇朗巴勒阿摩尔（Lamballe-Armor）。

## 地理
莫里约（48°31'18"N, 2°36'32"W）面积7.55 平方千米，位于法国布列塔尼大區阿摩尔滨海省，该省份为法国西北部沿海省份，位于布列塔尼半岛北部，北濒大西洋英吉利海峡，西接菲尼斯泰尔省，南至莫尔比昂省，东临伊勒-维莱讷省。
与莫里约接壤的市镇（或旧市镇、城区）包括：伊利永、昂代勒、科埃特米约、普朗格努阿勒。
莫里约的时区为UTC+01:00、UTC+02:00（夏令时）。

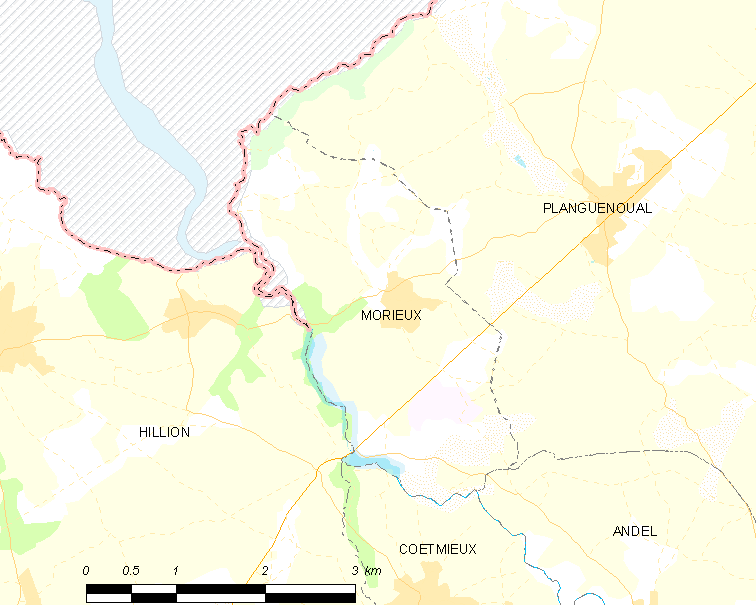
莫里约的OSM定位图

## 行政
莫里约的邮政编码为22400，INSEE市镇编码为22154。

## 政治
莫里约所属的省级选区为朗巴勒阿摩尔县。

## 交通
阿摩尔滨海省省道D34线和D786线经过。

## 人口

1962-2008年间莫里约人口变化图示

莫里约于2018年1月1日时的人口数量为1022人。